# Nicolas Goupillet
Nicolas Goupillet, ook Coupillet of Goupillier (Senlis, ca. 1650 – april 1713) was een Frans componist en sous-maître van de Chapelle royale, een van de instituties die onderdeel van de Musique du roi waren.
Goupillet was naar eigen zeggen koorknaap van de Notre-Dame onder Pierre Robert, iets wat tegenwoordig in twijfel wordt getrokken. Hij begon zijn carrière in 1666 als maître de chapelle van de kathedraal van Langres, wat toen een van de aanzienlijkste van die tijd was. Hij werd daar in 1681 vervangen door Jean-Baptiste Moreau, omdat hij geen gezag had over de koorknapen. Goupillet zette zijn loopbaan onder de beroemde kardinaal Jacques-Bénigne Bossuet voort aan de kathedraal van Meaux.
In 1683 deed Goupillet mee aan het concours dat was uitgeschreven om vier sous-maîtres voor de Chapelle royale te benoemen ter vervanging van Pierre Robert. Goupillet werd, mede dankzij zijn relatie met Bossuet, samen met Pascal Colasse, Guillaume Minoret en Michel-Richard Delalande uitgekozen als een van de vier beste musici van het koninkrijk; maar waarschijnlijk omdat hij priester was en… zich over de koorknapen kon ontfermen.
Pas in 1692 werd ontdekt dat Goupillet niet voldoende capabel was en tegen betaling zijn werken voor hem liet schrijven door Henry Desmarest. Goupillet werd door de koning ontslagen en kreeg nog wel een kanunnikschap te Saint-Quentin; Delalande nam Goupillets taken (dat wil zeggen die voor het eerste kwartaal van het jaar) erbij.
Al Goupillets werken zijn verloren gegaan.